# Mỹ Hạnh Nam
Mỹ Hạnh Nam là một xã thuộc huyện Đức Hòa, tỉnh Long An, Việt Nam.

## Địa lý
Xã Mỹ Hạnh Nam nằm ở phía đông huyện Đức Hòa, có vị trí địa lý:
- Phía đông giáp Thành phố Hồ Chí Minh
- Phía tây giáp xã Đức Hòa Thượng
- Phía nam giáp các xã Đức Hòa Thượng và Đức Hòa Đông
- Phía bắc giáp xã Mỹ Hạnh Bắc.

Xã có diện tích 17,39 km², dân số năm 1999 là 7.966 người, mật độ dân số đạt 458 người/km².

## Hành chính
Xã được chia thành 3 ấp: Mới I, Mới II, Giồng Lớn.

## Lịch sử
Xã Mỹ Hạnh Nam được thành lập vào ngày 24 tháng 3 năm 1979 từ một phần diện tích và dân số của xã Mỹ Hạnh cũ.